# John E. Walker
John Ernest Walker (n. 7 ianuarie 1941, Halifax, Anglia, Regatul Unit) este un chimist britanic, laureat al Premiului Nobel pentru chimie (1997).